# Reynald Pedros
Reynald Pedros (10 de octubre de 1971, Orleans, Francia) es un exfutbolista y actual entrenador francés. Actualmente está libre tras dirigir a la Selección femenina de Marruecos.
En el año 2018 fue elegido como el mejor entrenador del año en el Fútbol femenino por los premios The Best FIFA.